# Mellivorodon
Mellivorodon (Меливородон — „јазавчев зуб”) је изумрли род мачака, који је у периоду касног Миоцена настањивао подручје Азије.

## Етимологија назива
Назив овог рода води поријекло од:
- рода куна Mellivora,
- и старогрчке ријечи дус (стгрч. ὀδούς), која значи зуб.

## Систематика

### Класификација
| Врсте:                            | Распрострањеност фосила и локација: | Временски распон:    |
| --------------------------------- | ----------------------------------- | -------------------- |
| †M. palaeindicus (Lydekker, 1884) | Индија (Панџаб)                     | 7,0 до 5,0 мил. год. |